# Skógafjall (berg i Island, Austurland)
Skógafjall är ett berg i republiken Island. Det ligger i regionen Austurland, 400 km öster om huvudstaden Reykjavík. Toppen på Skógafjall är 1 074 meter över havet.
Runt Skógafjall är det mycket glesbefolkat, med 2 invånare per kvadratkilometer. Närmaste större samhälle är Neskaupstaður, omkring 14 kilometer sydost om Skógafjall. Trakten runt Skógafjall består i huvudsak av gräsmarker.